# I'm Like a Lawyer with the Way I'm Always Trying to Get You Off (Me & You)
Singles de Fall Out Boy
The Take Over, the Breaks Over
(2007) Beat It
(2007)
I'm Like a Lawyer with the Way I'm Always Trying to Get You Off (Me & You) est le cinquième et dernier single extrait de l'album Infinity on High du groupe de rock alternatif Fall Out Boy.

## Liste des titres
| No | Titre                                                                      | Durée |
| -- | -------------------------------------------------------------------------- | ----- |
| 1. | I'm Like a Lawyer with the Way I'm Always Trying to Get You Off (Me & You) | 3:31  |

## Crédits
Informations issues et adaptées du livret de l’album Infinity on High (Island Def Jam, 2007) et du site Discogs.
- Fall Out Boy : interprètes, auteurs, compositeurs, instruments
- Babyface : producteur, B3 organ
- Paul Boutin : enregistrement à Brandon’s Way Recording (Los Angeles)
- Tom Lord-Alge : mixage aux studios South Beach (Miami)